# Ani-Matilda Serebrakian
Ani-Matilda Serebrakian (Los Angeles, 7 februari 1989) is een Armeens voormalig alpineskiester. Ze nam eenmaal deel aan de Olympische Winterspelen, maar behaalde geen medaille.

## Carrière
Serebrakian nam nog nooit deel aan een wereldbekermanche.
Op de Olympische Winterspelen 2010 in Vancouver nam ze deel aan de slalom en de reuzenslalom. Op geen van beide disciplines haalde ze de finish.

## Resultaten

### Olympische Spelen
| Jaar | Plaats    | Resultaten                    |
| ---- | --------- | ----------------------------- |
| 2010 | Vancouver | DSQ1 Slalom DNF1 Reuzenslalom |